# 千葉光太郎
千葉 光太郎（ちば こうたろう、1957年5月30日 - ）は、日本の技術者、実業家。ジャパン マリンユナイテッド代表取締役社長、日本造船工業会副会長。

## 人物・経歴
宮城県仙台市生まれ。宮城県仙台第一高等学校を経て、1982年東北大学工学部機械工学科卒業、日本鋼管入社。杉田理之ナイス代表取締役社長は高校の剣道部の同期。日本鋼管では主に修繕部門を歩み、2002年ユニバーサル造船転籍。京浜事業所艦船建造部長、因島事業所艦船工作部長、舞鶴事業所艦船修理部長等を経て、2016年ジャパン マリンユナイテッド常務執行役員商船事業本部呉事業所長。2017年ジャパン マリンユナイテッド常務執行役員企画管理本部経営企画部長。2018年からジャパン マリンユナイテッド代表取締役社長を務め、事業の拡大にあたった。日本造船工業会副会長、日本船舶輸出組合理事なども務めた。平成30年度関東地方発明表彰実施功績賞受賞。令和3年度全国発明表彰発明実施功績賞受賞。